# Capcom
Capcom Co., Ltd. (en japonés: 株式会社カプコン, Hepburn: Kabushiki-gaisha Kapukon) es una empresa de videojuegos japonesa. Ha creado una serie de franquicias de juegos aclamadas por la crítica y con ventas multimillonarias, siendo las más exitosas comercialmente Resident Evil, Monster Hunter, Street Fighter, Mega Man, Devil May Cry, Dead Rising, Dragon's Dogma, Ace Attorney y Marvel vs Capcom. Fundada en 1979, se ha convertido en una empresa internacional con filiales en el este de Asia (Hong Kong), Europa (Londres, Inglaterra) y América del Norte (San Francisco, California).

## Historia
El predecesor de Capcom, I.R.M. Corporation, fue fundada el 30 de mayo de 1979 por Kenzo Tsujimoto, quien todavía era presidente de Irem Corporation cuando fundó I.R.M. Trabajó en ambas empresas.
Las empresas originales que generaron la sucursal japonesa de Capcom fueron I.R.M. y su filial Japan Capsule Computers Co., Ltd., ambas dedicadas a la fabricación y distribución de máquinas de juegos electrónicos. Las dos empresas cambiaron de nombre a Sanbi Co., Ltd. en septiembre de 1981. El 11 de junio de 1983, Tsujimoto fundó Capcom Co., Ltd. con el fin de hacerse cargo del departamento de ventas interno.
A finales de los años 1980, Yoshiki Okamoto se unió a Capcom tras abandonar Nintendo. En 1987 Capcom comercializó el juego Street Fighter y ese mismo año también publicó el juego de plataformas Mega Man (Rockman en Japón) para la consola Nintendo Entertainment System. Final Fight, un beat'em up, fue publicado en 1989. En 1991, Street Fighter II, de Yoshiki Okamoto, llegó a los salones recreativos. Resident Evil (Biohazard en Japón), un exitoso videojuego de terror y supervivencia, se estrenó para PlayStation en 1996.
Dos empresas desarrolladoras dependientes de Capcom, Clover Studio y Flagship, también han creado exitosos juegos, incluyendo la serie Viewtiful Joe y cuatro juegos de The Legend of Zelda realizados bajo la supervisión de Shigeru Miyamoto.
Oracle of Ages, Oracle of Seasons, A Link to the Past & Four Sword, y The Legend of Zelda The Minish Cap.

## Mascota
La mascota original de Capcom era Captain Commando, un superhéroe que usa una armadura futurista de origen desconocido. Su origen se remonta a un juego llamado Section Z y a los manuales de los primeros juegos de la misma consola, en los que daba las gracias a los jugadores por comprar los juegos. Más tarde protagonizó Captain Commando, un beat'em up para la recreativa CPS-1. También apareció en Marvel vs Capcom, Marvel vs Capcom 2 y Namco X Capcom para PS2.
Mega Man ha sustituido a Captain Commando como mascota oficial por su inmensa popularidad. Aunque en la actualidad se considera que Ryu, de la serie del Street Fighter, llega a ser el representante de la compañía de Capcom, debido a que Ryu ha aparecido representándola en todos los crossovers que han llegado a salir con otras empresas.

## Subsidiarias
- Capcom U.S.A., Inc. se estableció en California como la subsidiaria oficial de Norteamérica en agosto de 1985.
- Capcom Entertainment, Inc.
- Capcom Studio 8, Inc. se creó como la empresa de investigación y desarrollo de la división americana de Capcom en junio de 1995. En mayo de 2006, Capcom cerró este estudio, debido al poco éxito que tuvieron los juegos desarrollados por este equipo (el más reciente fue Final Fight: Streetwise).
- Capcom Asia Co., Ltd., establecida en Hong Kong como la subsidiaria oficial de Capcom en julio de 1993.
- Capcom Eurosoft Ltd. establecida en el Reino Unido como la subsidiaria oficial en Europa en julio de 1998.
- Capcom Co., Ltd. se encarga de los asuntos económicos respecto a las propiedades.
- Flagship Co., Ltd. es el estudio de desarrollo que ha creado Onimusha y Zelda para Game Boy Color y Game Boy Advance.
- Capcom Charbo Co., Ltd. se encarga del alquiler y mantenimiento de las máquinas de videojuegos.
- CE Europe Ltd. establecida en Londres en noviembre de 2002.
- CEG Interactive Entertainment GmbH se estableció en Alemania en febrero de 2003.
- Clover Studio Co., Ltd. es un estudio de desarrollo que tiene su base en Osaka en julio de 2004, ha sido el responsable de la saga Viewtiful Joe. Cerró en marzo de 2007 por no presentar las ganancias que Capcom requería.

## Videojuegos

### Sagas destacadas
| Saga              | Género                      | Primer juego                            | Último juego                                            |
| ----------------- | --------------------------- | --------------------------------------- | ------------------------------------------------------- |
| Ace Attorney      | Novela visual               | 2001 — Phoenix Wright: Ace Attorney     | 2016 — Phoenix Wright: Ace Attorney − Spirit of Justice |
| Breath of Fire    | Rol                         | 1993 — Breath of Fire                   | 2016 — Breath of Fire 6                                 |
| Darkstalkers      | Lucha                       | 1994 — Darkstalkers: The Night Warriors | 1997 — Darkstalkers 3                                   |
| Dead Rising       | Acción y aventura           | 2006 — Dead Rising                      | 2016 — Dead Rising 4                                    |
| Devil May Cry     | Hack and slash              | 2001 — Devil May Cry                    | 2019 — Devil May Cry 5                                  |
| Dino Crisis       | Survival horror             | 1999 — Dino Crisis                      | 2003 — Dino Crisis 3                                    |
| Dragon's Dogma    | Rol de acción               | 2012 — Dragon's Dogma                   | 2024 — Dragon's Dogma 2                                 |
| Final Fight       | Beat 'em up                 | 1989 — Final Fight                      | 2006 — Final Fight: Streetwise                          |
| Ghosts 'n Goblins | Plataformas                 | 1985 — Ghosts 'n Goblins                | 2021 — Ghosts 'n Goblins Resurrection                   |
| Lost Planet       | Disparos en tercera persona | 2006 — Lost Planet: Extreme Condition   | 2013 — Lost Planet 3                                    |
| Marvel vs. Capcom | Lucha                       | 1996 — X-Men vs. Street Fighter         | 2017 — Marvel vs. Capcom: Infinite                      |
| Mega Man          | Plataformas                 | 1987 — Mega Man                         | 2018 — Mega Man 11                                      |
| Mega Man X        | Plataformas                 | 1993 — Mega Man X                       | 2005 — Mega Man Maverick Hunter X                       |
| Monster Hunter    | Rol de acción               | 2004 — Monster Hunter                   | 2025 — Monster Hunter Wilds                             |
| Monster Hunter    | Rol                         | 2016 — Monster Hunter Stories           | 2021 — Monster Hunter Stories 2                         |
| Onimusha          | Acción y aventura           | 2001 — Onimusha: Warlords               | 2006 — Onimusha: Dawn of Dreams                         |
| Power Stone       | Lucha                       | 1999 — Power Stone                      | 2000 — Power Stone 2                                    |
| Resident Evil     | Survival horror             | 1996 — Resident Evil                    | 2023 — Resident Evil 4 (remake)                         |
| Street Fighter    | Lucha                       | 1987 — Street Fighter                   | 2023 — Street Fighter 6                                 |

### Otros videojuegos
- 1984 — 1942
- 1987 — Bionic Commando
- 1989 — Strider
- 1991 — Three Wonders
- 1992 — Cadillacs and Dinosaurs
- 1994 — Armored Warriors
- 1996 — Star Gladiator
- 1997 — Pocket Fighter
- 2002 — Clock Tower 3
- 2003 — Chaos Legion
- 2003 — Gotcha Force
- 2005 — Shadow of Rome
- 2006 — Ōkami
- 2006 — God Hand
- 2010 — Ghost Trick: Detective fantasma
- 2012 — Asura's Wrath
- 2023 — Exoprimal
- 2024 — Kunitsu-Gami: Path of the Goddess
- 2026 — Pragmata